# Ру, Нолан
Нола́н Ру (фр. Nolan Roux; род. 1 марта 1988, Компьень, Франция) — французский футболист, нападающий.

## Карьера
Отец Брюно Ру — также бывший футболист, затем — футбольный тренер.
В сезоне 2008/09 провёл одну игру за «Ланс». Не закрепившись в его составе, перешёл в «Брест». Дебютировал там в сезоне 2009/10, выступая в Лиге 2. В 34 играх отличился 15 раз, чем помог клубу выйти в Лигу 1, где провёл 28 матчей и забил шесть голов. 
Впервые вышел в составе молодёжной сборной Франции 2 марта 2010 года на матч против Бельгии. 
В январе 2012 года перешёл во французский «Лилль».
В 2024 году завершил карьеру профессионального футболиста. Продолжает играть в любительском футболе.